# إرنست فريك (رسام)
إرنست فريك هو رسام سويسري، ولد في 21 سبتمبر 1881 في كنونو في سويسرا، وتوفي في 23 أغسطس 1956 في أسكونا في سويسرا.